# Henry Hurd Swinnerton
Henry Hurd Swinnerton, CBE, (* 17. September 1875 in Bungay, Suffolk; † 6. November 1966 in Elstree, Hertfordshire) war ein britischer Geologe, Paläontologe und Zoologe.

## Leben
Swinnerton war der Sohn von Reverend George Frederick und seiner Frau Mary Swinnerton, geborene Smith. Sein Vater war ein methodistischer Geistlicher. Nach dem Besuch der Woodhouse Grove School in Airedale, Yorkshire und der Kingswood School in Bath, wurde Swinnerton 1894 immatrikuliert. Im selben Jahr wurde er Assistenzlehrer an einem Internat in Trowbridge, setzte aber seine Studien durch den Universitätsfernkurs und durch regelmäßige Besuche im Bristol City Museum fort. Gefördert durch den Kurator Edward Wilson und seinen Studienleiter Morley Davies erhielt er 1897 ein Stipendium am Royal College of Science  der University of London. 1898 machte er seinen Abschluss in Zoologie und arbeitete dann als persönlicher Assistent von Professor G. B. Howes an Studien über die neuseeländische Brückenechse (Sphenodon punctatus). Er platzierte ein Dutzend Eier in feuchtem Sand unter den Heizungsrohren des Labors, wo 1897 zum ersten Mal eine Brückenechse außerhalb Neuseelands schlüpfte. Im Jahr 1902 promovierte Swinnerton mir der Dissertation A Contribution to the Morphology of the Teleostean Head Skeleton, based upon a Study of the Developing Skull of the Three-spined Stickleback (Gasterosteus aculeatus) zum Doctor of Science über seine Forschungen am Schädel des Dreistachligen Stichlings, die er während seiner Zeit als Lehrer in Bath durchgeführt hatte. Am 6. September 1906 heiratete er Florence Daisy Bennett. Aus dieser Ehe gingen drei Töchter hervor.
Zu Beginn des 20. Jahrhunderts wurde Swinnerton zum Professor für Naturwissenschaften an der University of Nottingham ernannt. Während seiner anschließenden vierundvierzigjährigen Tätigkeit am College baute er 1902 die Abteilung für Naturwissenschaften und 1912 die Abteilung für Geologie und Geographie auf. Er legte auch den Grundstein für eine archäologische Abteilung. Seine Auffassung von Fossilien als lebende Organismen trug zu einem besseren Verständnis von Paläoökologie und Evolution bei.
1942 wurde Swinnerton von der Geological Society of London mit der Murchison-Medaille ausgezeichnet. Er war von 1936 bis 1937 Präsident der Lincolnshire Naturalists’ Union, der Sektion C der British Association im Jahr 1938 und der Geological Society of London in den Jahren 1939 bis 1940. 1946 ging Swinnerton als Professor emeritus in den Ruhestand. Im Jahr 1950 wurde er für seine Verdienste um die universitäre Ausbildung zum Commander of the British Empire ernannt.

## Dedikationsnamen
1970 wurde das Ichnotaxon Paratetrasauropus swinnertoni (Originalkombination Otozoum swinnertoni) nach Henry Hurd Swinnerton benannt.

## Schriften (Auswahl)
- (mit G. B. Howes): On the Development of the Skeleton of the Tuatara, Sphenodon Punctatis: With Remarks on the Egg, on the Hatching, and on the Hatched Young. 1901.
- Nottinghamshire. In: Cambridge County Geographies, 1910.
- The palmistry of the rocks. In: Rep Trans Notts Nat Soc, 1912, 60, S. 65–68.
- (mit Arthur Elijah Trueman): The Morphology and Development of the Ammonite Septum. In: Quarterly Journal of the Geological Society, London, 1917, 73, S. 26–58.
- Outlines of Palaeontology. 1923.
- The Rocks Below the Red Chalk of Lincolnshire, and Their Cephalopod Faunas. In: Quarterly Journal of the Geological Society, London, 1935, 91, S. 1–46.
- (mit Percy Edward Kent): The Geology of Lincolnshire, Lincolnshire Naturalists’ Union, Lincoln 1949 (Lincolnshire Natural History Brochure No. 1.; 2. Auflage: 1981).
- Presidential Address. The Problem of the Lincoln Gap. In: Transactions of the Lincolnshire Naturalists’ Union, 1938, 9, S. 145–153.
- Further observations on the Lower Cretaceous rocks of Lincolnshire. In: Proceedings of the Geologists’ Association, 1941, 52, S. 198–207.
- Belemnites from East Greenland. In: Annals and Magazine of Natural History Series, 1943, II 10 (66), S. 406–410.
- A Monograph of British Cretaceous Belemnites. Lower Cretaceous. In: Palaeontographical Society, London, 1936–1955, 1–5, S. 1–86.
- The Earth Beneath Us Harmondsworth. Pelican, 1958 (deutsch: Die Erde unter uns. Rheinische Verlags-Anstalt, Wiesbaden 1958, Übersetzung Else Staudemeyer)
- Fossils (New Naturalist Series). Collins, London 1960.